# Szotyori Nagy Károly
Szotyori Nagy Károly (Révkomárom, 1821. augusztus 5. – Debrecen, 1897. április 2.) református kántor-orgonista és főiskolai zenetanár Debrecenben.

## Élete
A régi erdélyi nemesi szotyori Nagy családnak a leszármazottja. Apja a tordai születésű szotyori Nagy Mihály (1780–1843), komáromi, majd debreceni kántortanító, orgonista, anyja halászi Sándor Julianna (1790–1873); Nagy József állami tanítóképző ének- és zenetanár testvérbátyja. A zenében első oktatását Ströcker József helybeli római katolikus kántortól nyerte. 1838-tól kollégiumi zenetanárként dolgozott. 1841-ben Bécsbe ment, hogy a híresebb zenetanároktól kapjon további képzést. Apjával, akit Debrecenben 1838-ban választottak meg kántornak, odaköltözött. 1843-ban atyja halála után (aki először zendített meg orgonát a „kálvinista Rómában”, amelyet a puritán reformátusok sokáig századokon keresztül az ördög hangszerének tartottak), 1844. április 24-én szintén kántornak megválasztották. A debreceni presbitérium engedelmével a bécsi, drezdai, lipcsei és berlini konzervatóriumokban gyarapította zenei ismereteit; főleg az orgonaépítést és a protestáns zeneirodalmat tanulmányozta. A zeneiskolában, melynek kezdettől fogva tanára, közben igazgatója is volt, 1897 januárjában ülte meg ötvenéves tanári jubileumát, midőn a király a koronás arany érdemkereszttel tüntette ki. Ezen fél évszázados működése alatt 6000 fiú és leánynövendéket tanított. Ezenkívül sok orgona- és zongoradarabot és férfi-négyest is írt. Fia Nagy Károly orgonaművész, a budapesti református teológia és főgimnázium zenetanára és a „Királyhymnusz” szerzője.

## Emlékezete
Debrecenben utcát neveztek el róla.

## Munkái
- Énekhangzatos könyv, melyben foglaltatnak a' magyarországi reformált egyházak nevezetesebb soltárjai, minden dicséretei és temetési énekjeinek hangzatai, rövid utmutatással az éneklés tanítására. Debreczen, 1846 (Zákány Józseffel együtt)
- Templomi karénekeskönyv. Erdélyországi ev. ref. számára, melyben a Kolozsvárott 1838-ban megnyitva kiadott Énekeskönyvbeli s nagyobb részben Magyarországon is használatban levő énekek négyes hangzóra, vagy orgonára avagy zongorára közbejátékokkal egyaránt használhatólag kidolgoztattak. Pest, 1848. (Előszóval, bevezetéssel és magyarázó jegyzetekkel)
- Templomi és halotti karénekeskönyv magyarországi reformátusok számára. Debreczen, 1859. Öt rész. (3. kiadás. Lipcse, 1887. Ism. Prot. Egyh. és Isk. Lap)
- 755 dallamos (melodiosus) közjáték orgonára, a gyakrabban előforduló Choralokhoz. Debreczen, 1887. (Ism. Prot. Egyh. és Isk. Lap)

Levele Simonffy Kálmánhoz: Debreczen, 1859. szept. 7. (a Magyar Nemzeti Múzeumban).